# Chelonus erdosi
Chelonus erdosi är en stekelart som först beskrevs av Vladimir Ivanovich Tobias 2001.  Chelonus erdosi ingår i släktet Chelonus och familjen bracksteklar. Inga underarter finns listade i Catalogue of Life.